# Huillapima
Huillapima ist die Hauptstadt des Departamento Capayán in der Provinz Catamarca im Nordwesten Argentiniens.